# Slavětín (okres Olomouc)
Slavětín je obec ležící v okrese Olomouc. Žije zde 202 obyvatel.

## Historie
Za zakladatele bývá považován Slavata, královský lovčí a úředník, jehož jméno je zmiňováno mezi lety 1208–1232. V zápisech z roku 1260 je veden jako svědek kupní smlouvy Jakub ze Slavětína. O patnáct let později byl Vítek ze Slavětína jmenován lovčím na úsovském hradě.
Až do třicetileté války obec často střídala majitele, kterými byla převážně nižší šlechta, po ní přešel pod správu pánů z Haňovic. V roce 1686 vesnici obývalo 7 sedláckých rodin a tři chalupnické. Na přelomu 19. a 20. století počet obyvatel vzrostl na 367.

## Obyvatelstvo

### Struktura
Vývoj počtu obyvatel za celou obec i za jeho jednotlivé části uvádí tabulka níže, ve které se zobrazuje i příslušnost jednotlivých částí k obci či následné odtržení.
| Místní části   | Místní části  | 1869 | 1880 | 1890 | 1900 | 1910 | 1921 | 1930 | 1950 | 1961 | 1970 | 1980 | 1991 | 2001 | 2011 |
| -------------- | ------------- | ---- | ---- | ---- | ---- | ---- | ---- | ---- | ---- | ---- | ---- | ---- | ---- | ---- | ---- |
| Počet obyvatel | část Slavětín | 327  | 328  | 352  | 368  | 387  | 358  | 344  | 276  | 263  | 255  | 236  | 196  | 194  | 204  |
| Počet domů     | část Slavětín | 45   | 51   | 55   | 59   | 63   | 62   | 70   | 79   | 69   | 69   | 59   | 68   | 69   | 68   |

## Pamětihodnosti
U hlavní cesty stojí kaple svatých Cyrila a Metoděje z roku 1887, kterou nechali vybudovat bratři František a Placidus Mathonové. Má osmiboký půdorys a je krytá kupolovitou střechou.

## Osobnosti
- František Mathon (1828–1893), politik a pedagog[4]
- Placidus Mathon (1841–1888), benediktinský řeholník v Rajhradě[4][7]
- Václav Čikl (1900–1942), pravoslavný kněz, mučedník a světec

## Galerie

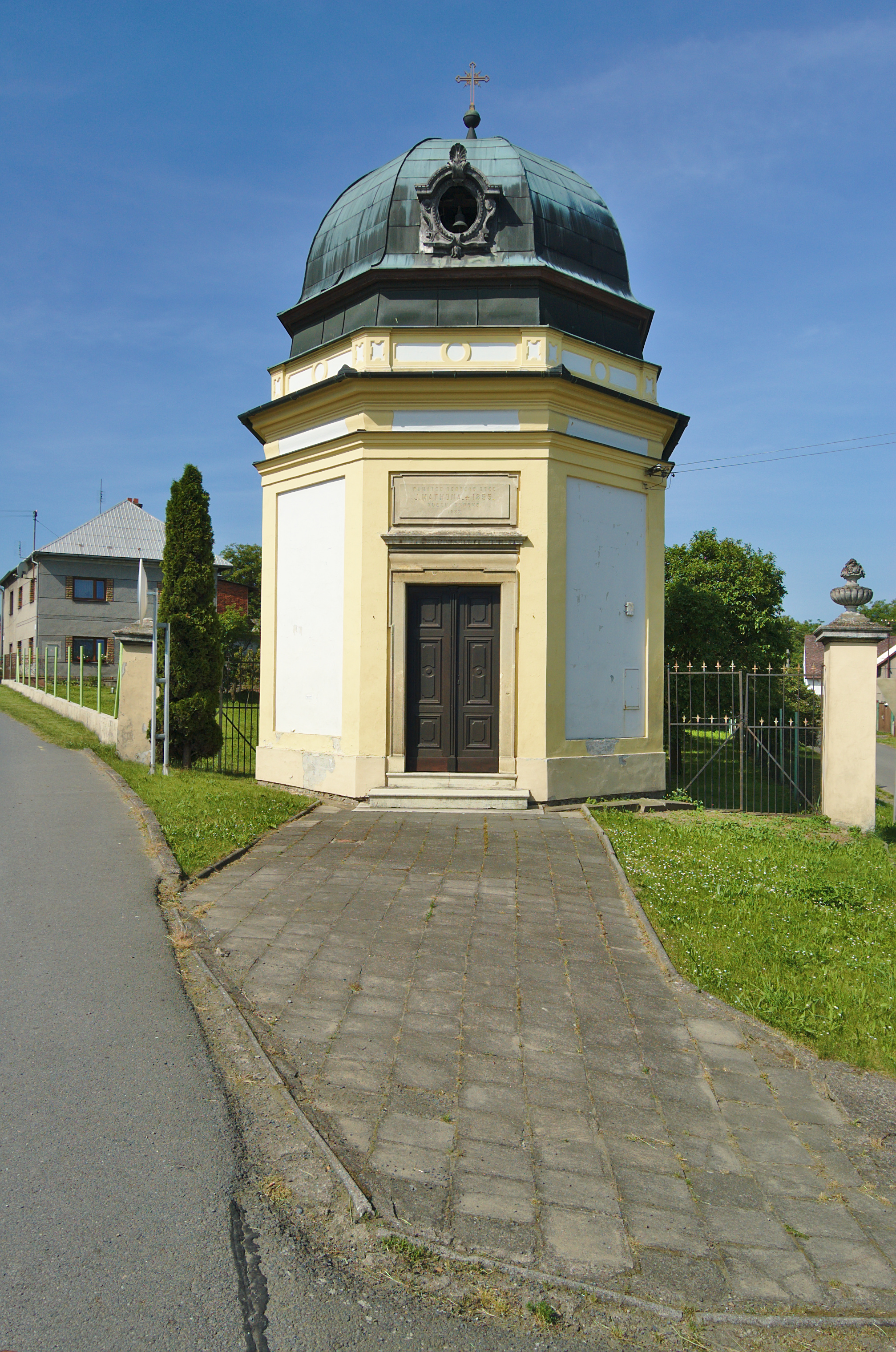
Kaple svatých Cyrila a Metoděje
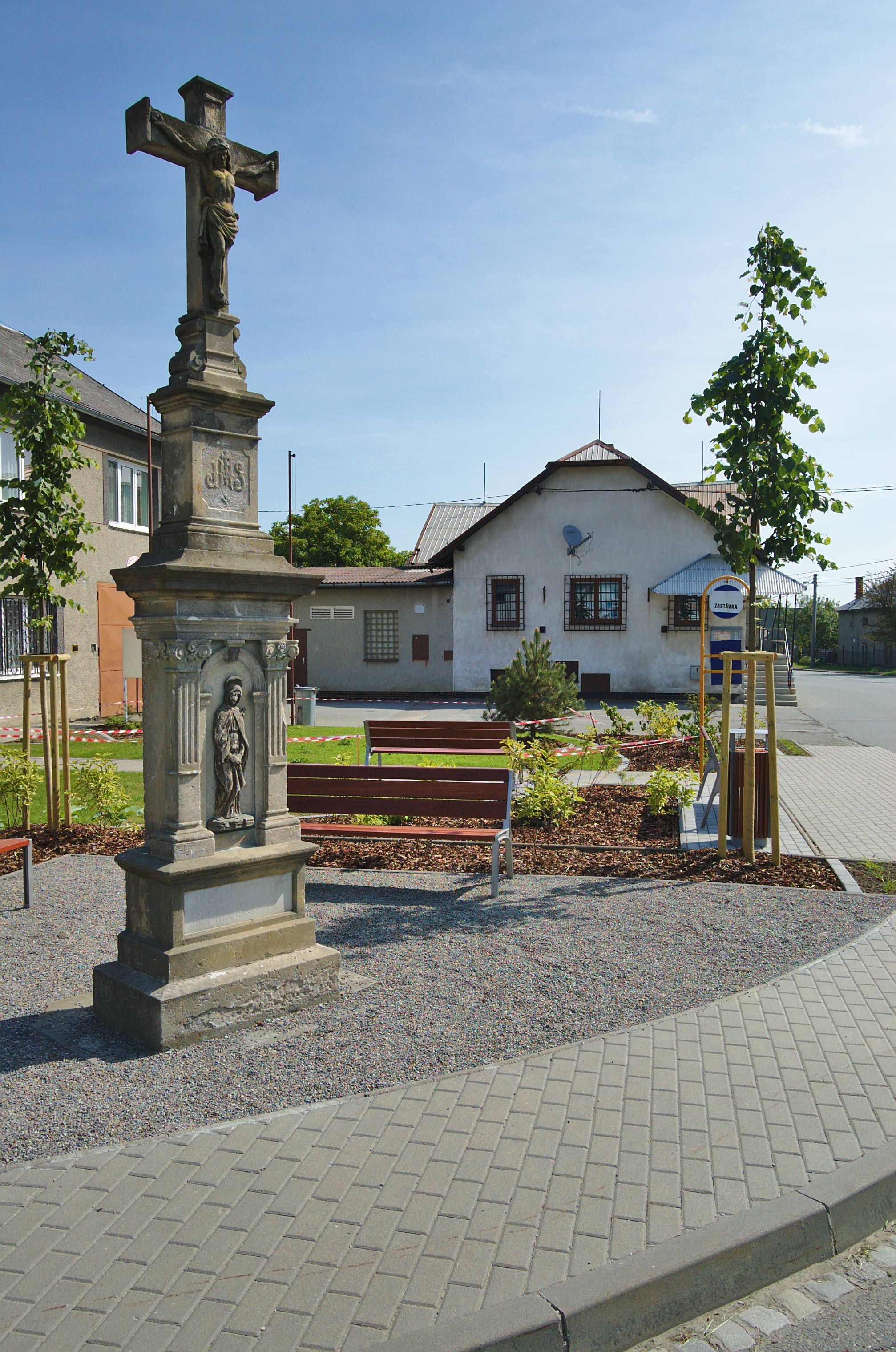
Kříž na návsi
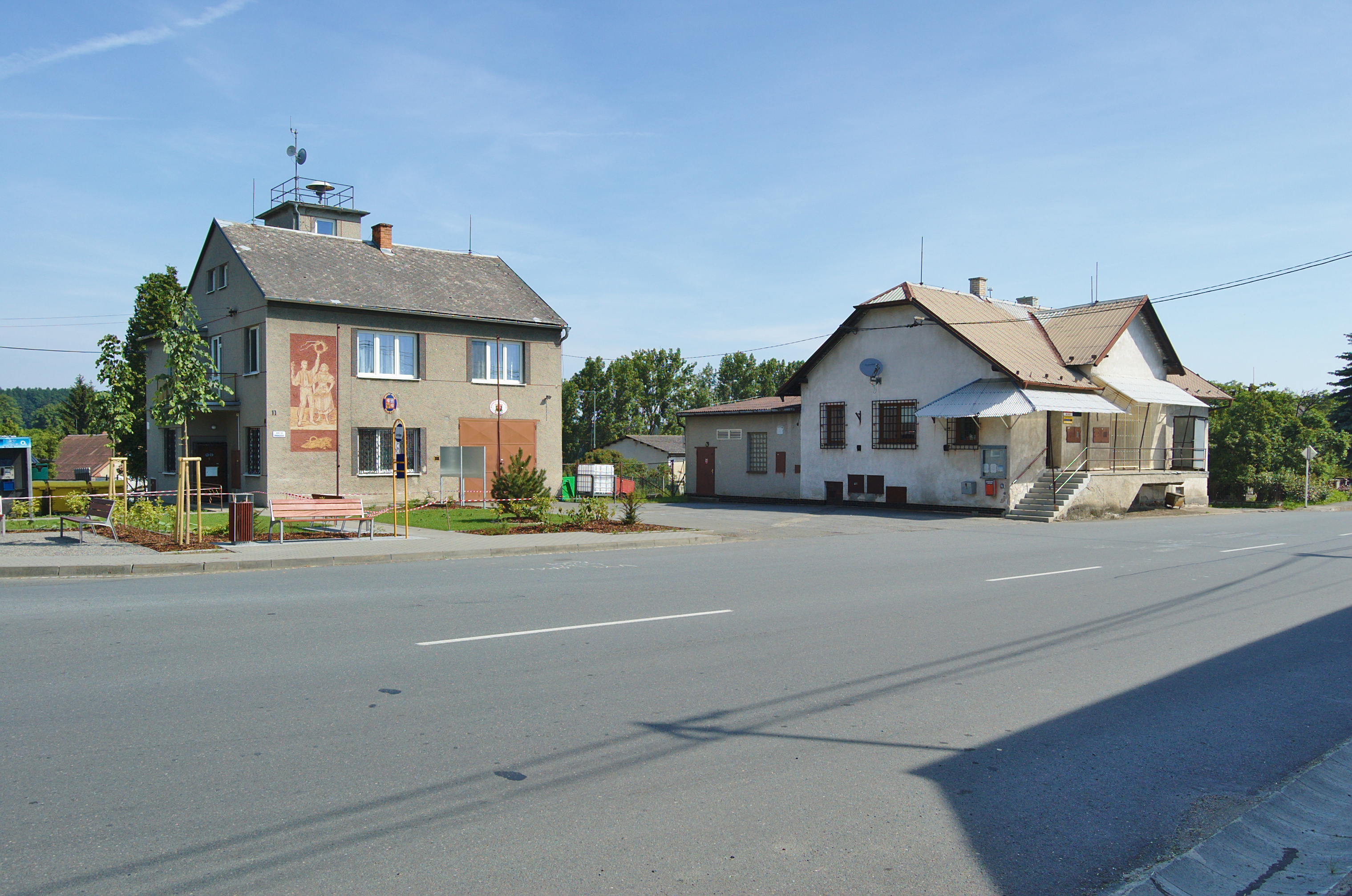
Náves
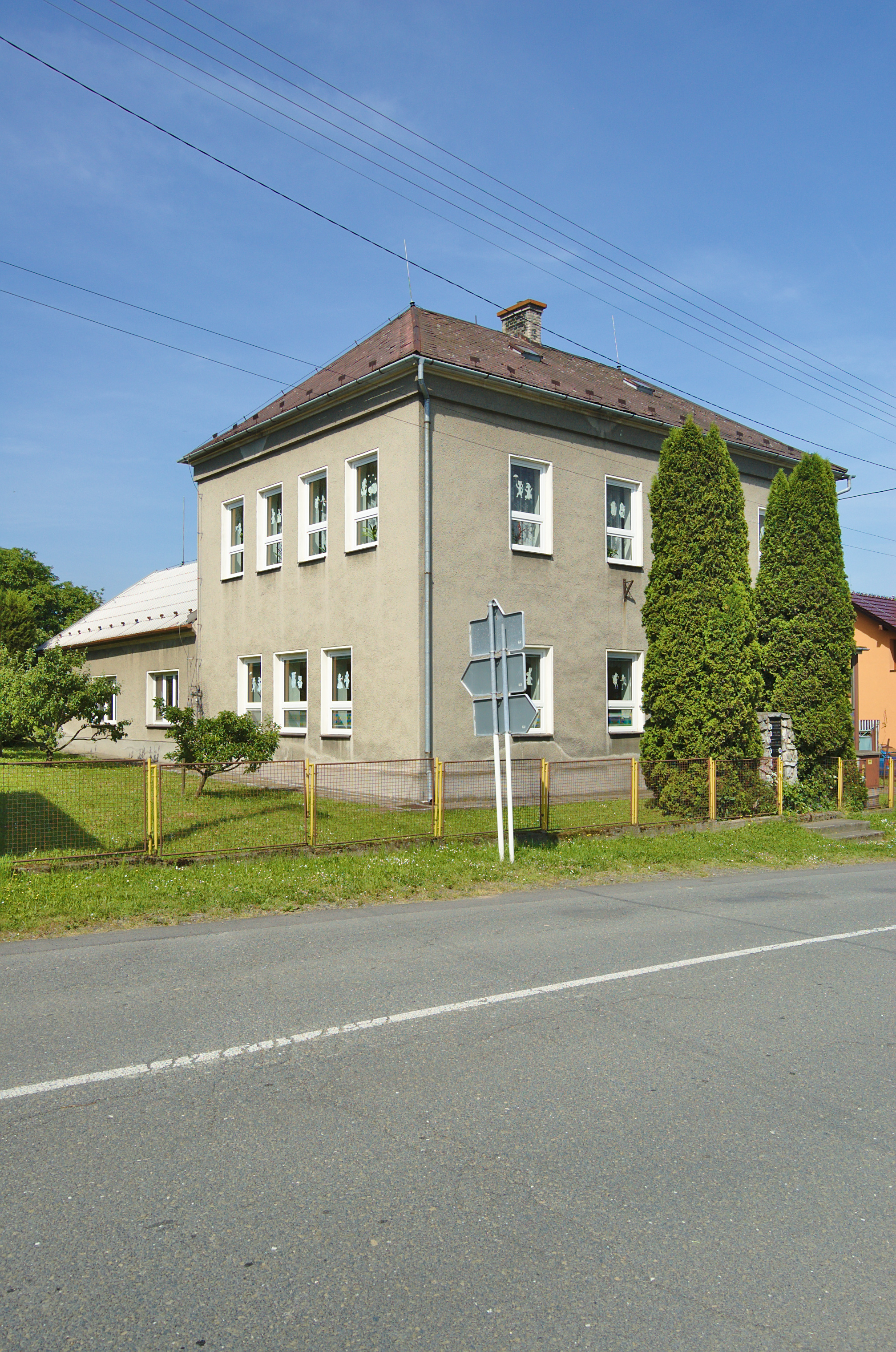
Školka
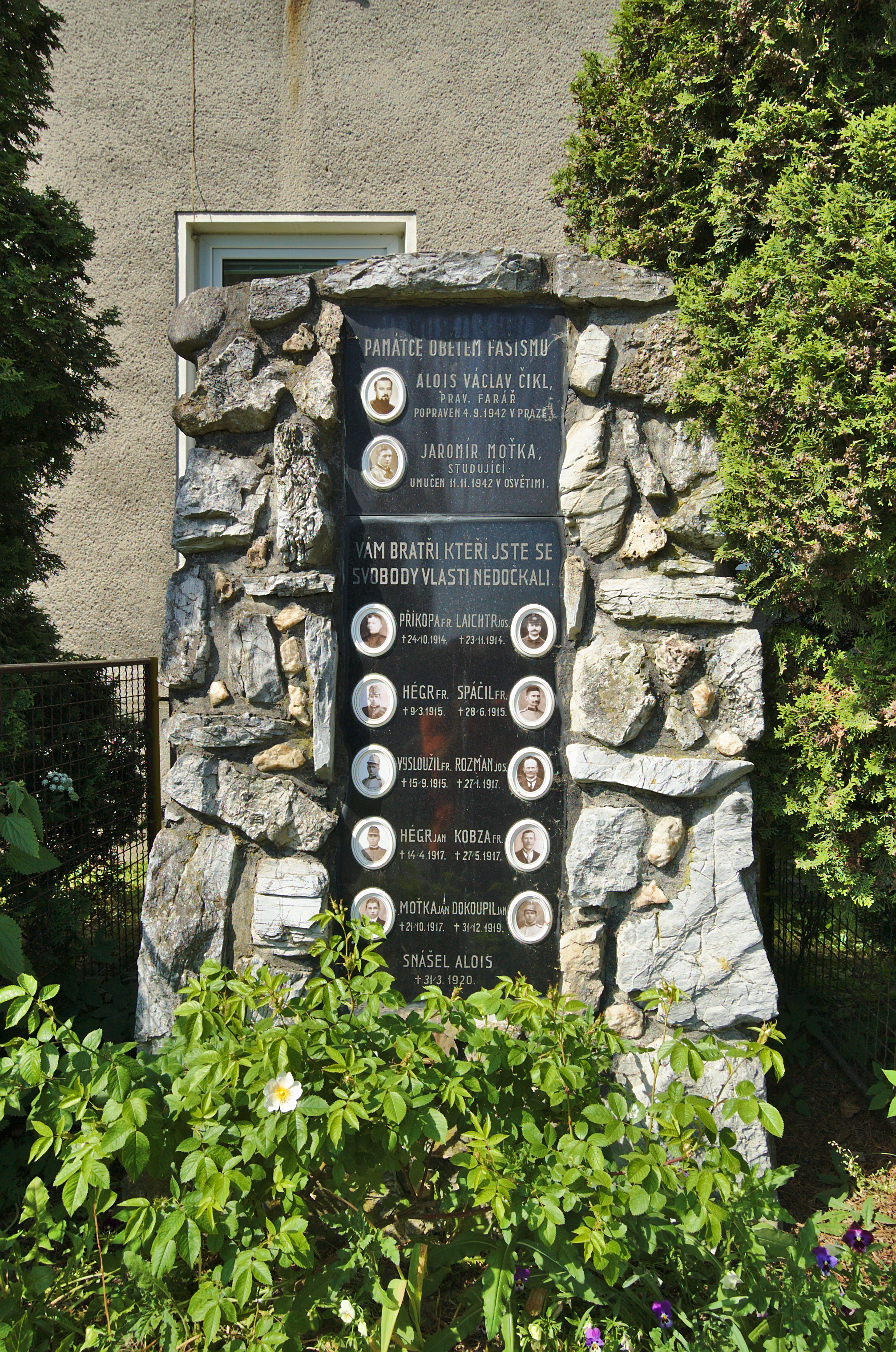
Památník obětem světových válek
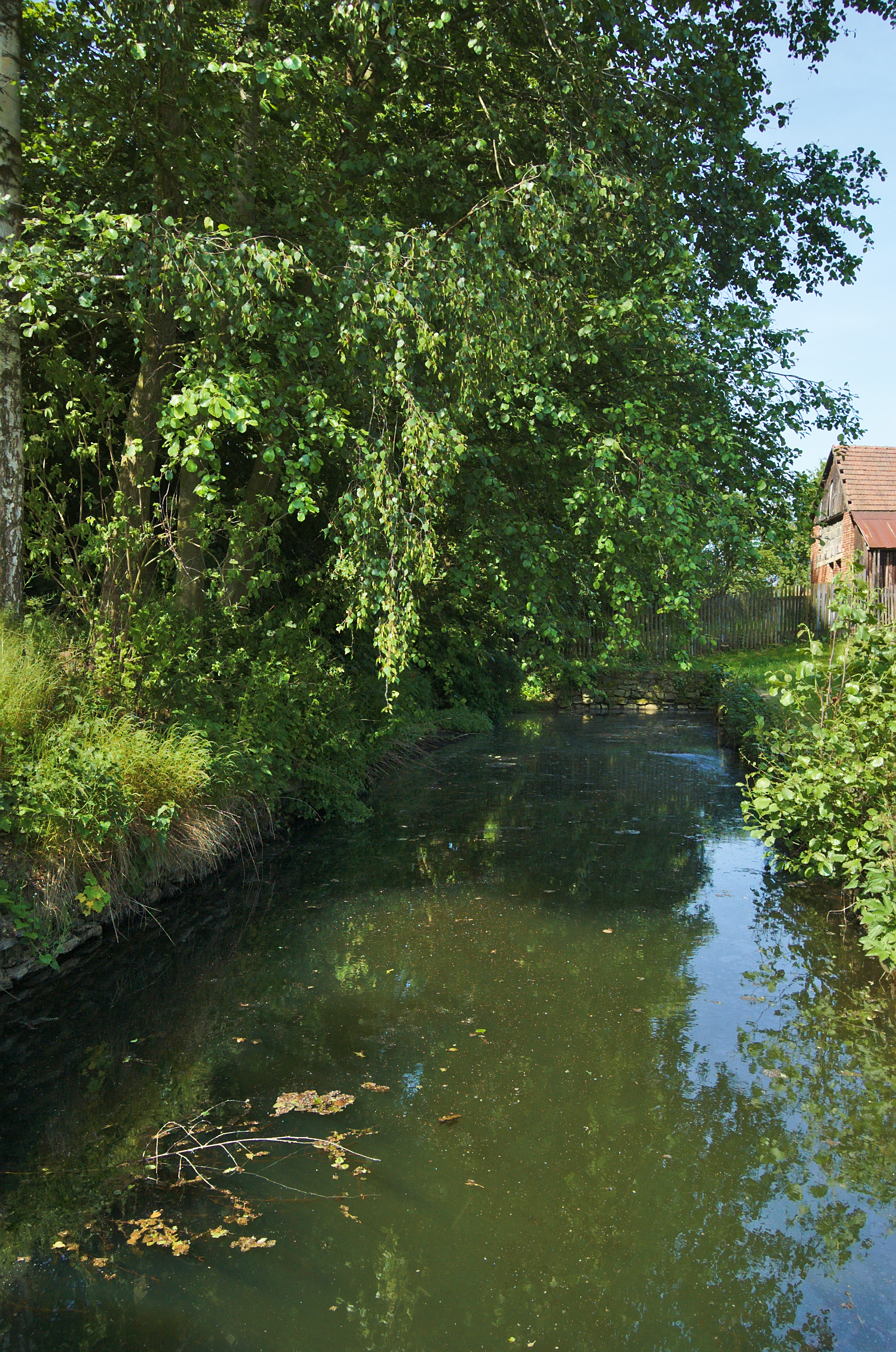
Potok Hradečka
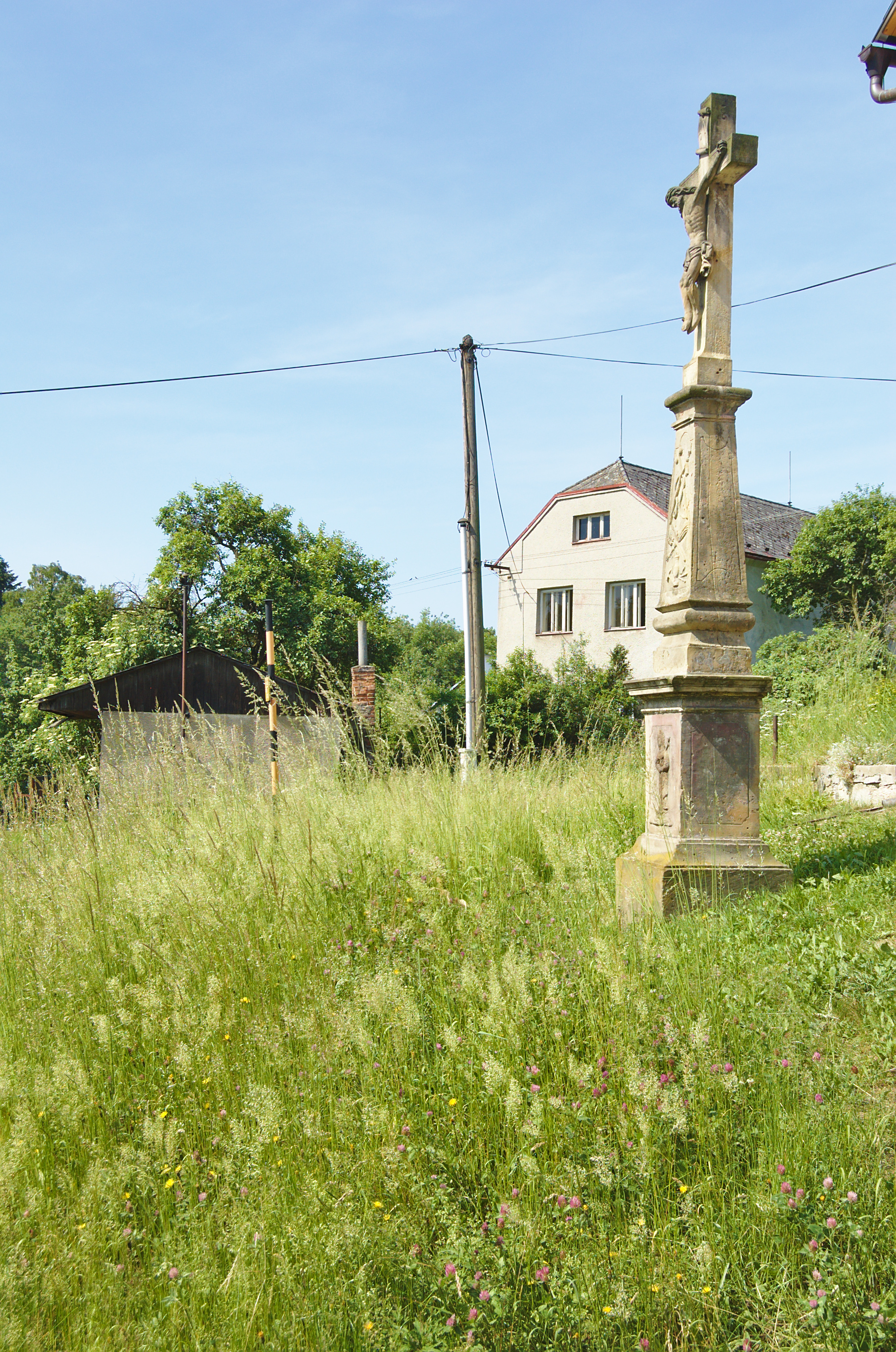
Kříž u silnice v severní části obce